# Olympische Winterspiele 2022/Teilnehmer (Bolivien)
| Gelbes Symbol für Goldmedaillen mit stilisierten Olympischen Ringen | Graues Symbol für Silbermedaillen mit stilisierten Olympischen Ringen | Braundes Symbol für Bronzemedaillen mit stilisierten Olympischen Ringen |
| ------------------------------------------------------------------- | --------------------------------------------------------------------- | ----------------------------------------------------------------------- |
| —                                                                   | —                                                                     | —                                                                       |

Bolivien nahm an den Olympischen Winterspielen 2022 in Peking mit zwei männlichen Athleten teil. Es war die siebte Teilnahme des Landes an Olympischen Winterspielen.

## Teilnehmer nach Sportarten

### Ski Alpin
| Athleten                     | Wettbewerbe | 1. Lauf | 1. Lauf | 2. Lauf | 2. Lauf | Gesamt      | Gesamt |
| Athleten                     | Wettbewerbe | Zeit    | Rang    | Zeit    | Rang    | Zeit        | Rang   |
| ---------------------------- | ----------- | ------- | ------- | ------- | ------- | ----------- | ------ |
| Männer                       |             |         |         |         |         |             |        |
| Simon Breitfuss Kammerlander | Abfahrt     | —       | —       | —       | —       | 1:48,26 min | 34     |
| Simon Breitfuss Kammerlander | Super-G     | —       | —       | —       | —       | DNF         | DNF    |

### Skilanglauf
| Athleten             | Wettbewerbe  | Zeit         | Rang |
| -------------------- | ------------ | ------------ | ---- |
| Männer               |              |              |      |
| Timo Juhani Grönlund | 15 Kilometer | 49:27,00 min | 90   |